# Upala
 Ovo je glavno značenje pojma Upala. Za kanton u Kostarici pogledajte Upala (kanton).
Upala (lat. inflammatio) lokalna je reakcija na ozljedu u tkivu u kojem se nalazi oteklina, crvenilo i bol. Fiziološki značaj upalne reakcije je uklanjanje upalnog agensa (patogeni organizam, iritantna tvar, mrtve stanice i sl.) te sanacija zahvaćenog tkiva.
Upalu u početnoj fazi karakterizira pojačan prolaz bijelih krvnih stanica (leukocita) iz krvi u tkivo, koje je oštećeno. To je upalni odgovor, koji uključuje imunosni sustav, lokalni sustav žila i tkiva.
Može biti izliječena bez teških posljedica. U težim slučajevima, upala prelazi u kronični oblik. Može čak rezultirati smrću u slučaju sepse ili otkazivanja vitalnih organa.
Većina upala ima naziv, koji završava sufiksom –itis. Tako je npr. miokarditis - upala srčanog mišića, artritis - upala zglobova, dermatitis - upala kože, gastritis - upala želudca, otitis - upala uha itd.

## Uzroci
- Opekline
- Kemijski iritansi
- Ozebline
- Otrovi
- Infekcije uzrokovane patogenima
- Fizičke ozljede, rane
- Imunosne reakcije zbog preosjetljivosti
- Ionizirajuće zračenje
- Strana tijela (uključujući iverje, prljavštinu, krhotine)
- Stres
- Trauma
- Alkohol

## Podjela
U medicinskoj nomenklaturi, općenito je pravilo da upale završavaju nastavkom –itis. Tako je upala ždrijela faringitis, upala sinusa sinusitis, upala bubrega glomerulonefritis. Iznimka od ovog pravila je upala pluća, pneumonija.
Upalu možemo podijeliti na akutnu i kroničnu.

### Akutna upala
Akutna upala je početni odgovor tijela na štetan čimbenik (noksu) a karakterizira ju povećan dotok krvi koji onda dovodi do izlaska plazme i leukocita iz krvnih žila u pogođeno tkivo. Cijeli je niz procesa u organizmu koji dovode do razvijanja upalne reakcije, a uključuju krvne žile, krvne stanice (tj. imunosni sustav) i stanice koje se inače nalaze u tkivima. Reakcija na upalu može biti lokalna (otok, crvenilo, nakupljanje leukocita) i sistemska (pojačana sinteza proteina akutne faze, porast tjelesne temperature). Akutna se upala može razviti u kroničnu, što dovodi do promjena u vrstama stanica prisutnima u pogođenom tkivu.

### Kronična upala
Kronična upala je organizmu štetan proces jer može dovesti do ateroskleroze, reumatoidnog artritisa i tumora, zbog čega je upala dobro reguliran proces, a poremećaj u procesu upale rezultira bolešću.

## Lijekovi za upalne bolesti
Lijekovi protiv upale potpuno onemogućavaju upalnu reakciju kojom se tijelo brani od invazije bakterija i virusa.
Neki od lijekova koji se koriste protiv upale:
- Kortikosteroidi
- Aminosalicilati
- Imunosupresivi
- Biološki lijekovi
- Antibiotici